# عشق (فیلم ۱۹۶۷)
عشق (به انگلیسی: Luv) فیلمی محصول سال ۱۹۶۷ و به کارگردانی کلایو دانر است. در این فیلم بازیگرانی همچون جک لمون، پیتر فالک، الین می، نینا وین، ادی مایهوف، پل هارتمن، هریسون فورد ایفای نقش کرده‌اند.